# Planjava
Planjava (2394 m) je najvišja in najbolj mogočna gora vzhodnega dela Kamniško - Savinjskih alp. Na zahodu se njeno prepadno ostenje dviga nad Kamniškim sedlom, proti vzhodu pa se z vrha izteka dolg greben proti Škarjam. Na severu pada strma 1000 m visoka stena v Kot ali sklep Logarske doline, južno pobočje pa se s skalnega ovršja spušča prek strmih travnih vesin in gladkih skalnih skokov v Repov kot.

## Zgodovina dostopov
Kot prvi turist je leta 1793 povzpel na Planjavo grof Franz Hohenwart skupaj z domačinom Sprunkom iz Kamniške Bistrice. Pred njima so bili pravgotovo na vrhu že domači lovci. Johannes Frischauf je bil prvič na Planjavi leta 1878. Danes je gora med bolj obiskanimi v Kamniško-Savinjskih alpah.

## Dostopi
- od koče na Kamniškem sedlu (2h)
- od Kocbekovega doma na Korošici (1.30h)
- od Kocbekovega doma na Korošici čez Lučko babo (2.30h)
- od Koče na Klemenči jami pod Ojstrico (5.15h)

## Plezalne smeri

### Jugo - vzhodna stena
- Spominska smer Štefana Kukovca (VI/V, 350m)
- Smer Humar - Škarja (V-/IV, 270m)
- Sobotna smer (V+/IV+, 210m)

### Zahodna stena
- Steber Planjave - smer X (IV, 400m)
- Smer Svetelove (IV/III, 170m)
- Smer skozi rov in okno (IV/III-II, 300m)
- Kratkohlača (V-/IV, 310m)

### Severna stena
- Smer Gradišnik - Ogrin (V-/IV, 700m)
- Smer Dular - Juvan v Glavi (VII, 200m)